# Drosera neocaledonica
Drosera neocaledonica (лат.) — вид многолетних насекомоядных растений рода Росянка (Drosera) семейства Росянковые (Droseraceae), естественно произрастающий на территории Новой Каледонии.

## Описание
Drosera neocaledonica — растение, способное достигать почти 9 см в диаметре, среднее значение которого около 6 см, с полупрямой розеткой узких линейно-лопатчатых листьев. Черешки составляют до 75% длины листа, они параллельны и узки, с отчетливым волоском из колючих белых волосков; пластинки имеют продолговатую или обратнояйцевидную форму и часто изогнуты. Обычно цвет листьев ярко-зеленый с малиновыми щупальцами, иногда с желтым или красным отливом на пластинке; краснение листьев редкое. 
Соцветия могут достигать высоты 25 см и иметь волосок из белых волосков у основания, аналогичный листьям, но в большей части редко покрытый красными железками, а также содержать до 20 цветков. Цветки относительно крупные для растения, в среднем около 1,5 см в диаметре, с примерно яйцевидными или почти щитовидными лепестками, которые кажутся белыми, но могут иметь слегка желтый оттенок, особенно перед раскрытием и после закрытия. Узкие вертикальные листья, колючие волоски и необычно крупные желтые цветы — это характеристики, которые выделяют Drosera neocaledonica среди близких родственников, таких как Drosera spatulata, Drosera ultramafica или Drosera oblanceolata.

## Распространение и экология
Drosera neocaledonica является эндемиком Новой Каледонии, французской территории в Тихом океане, удаленной примерно на 1200 км к востоку от материковой части Австралии. Растущий преимущественно во влажных и солнечных средах, таких как берега пресноводных водоемов и затопленные луга, Drosera neocaledonica было замечена частично под водой. В отличие от других видов Drosera, предпочитающих торфяные или песчаные местообитания, этот вид процветает на латеритных почвах и гравии, богатых оксидами железа и алюминия. Фактически, это один из двух видов этого рода, предпочитающих латеритные почвы (вторым является Drosera ultramafica).
Популяции Drosera neocaledonica наиболее распространены на южной стороне острова, простираясь от уровня моря до 1000 м. На влажность влияет доминирование пассатов, оставаясь высокой в течение всего года, примерно на уровне 75% относительной влажности. На больших высотах внутри острова зимние температуры могут приближаться к нулю. Летом на уровне моря температура достигает 35°C, а зимой средняя температура составляет около 16°C. Из-за разнообразия высот растения из разных популяций могут проявлять различную устойчивость к различным температурным условиям. Отсутствие данных о местоположении и высоте многих выращиваемых растений может вызвать путаницу в их температурных предпочтениях.

## Таксономия
Drosera neocaledonica Raym.-Hamet, первое упоминание в Bull. Soc. Bot. France 53: 151 (1906).

### Синонимы
- Drosera caledonica Vieill. ex Diels
- Drosera rubiginosa Heckel